# ねこめ〜わく
『ねこめ〜わく』は、竹本泉による日本の漫画作品。
宙出版が発行していた少女・女性向け漫画誌『アップルミステリー』（1998年休刊）の増刊誌『アップルファンタジー』の読み切り作品として、1991年に発表された。以後は連載形式ではなく1話完結のシリーズ連作として、主に『アップルミステリー』に掲載されていた。『アップルミステリー』の休刊後は、同社から発売された竹本泉の作品を集めた雑誌『ねこめ〜わく…とかいろいろ』で1本、猫を主題にしたアンソロジーコミック『ねこミックス』で3本の計4本が発表されたが、『ねこミックス』も3号で終了したため、再度中断する。その後、2004年4月には朝日ソノラマから『夢幻館』の創刊に際し、連載作品として復活した。同誌の休刊に伴い配信開始したウェブコミック誌『ホラー&ファンタジー倶楽部』で連載され、朝日新聞出版のウェブコミックのハーレクインへの譲渡に伴い、連載も『ねこめ（〜わく）』への改題を経て『夢幻燈』に移動する。『ハーレクインオリジナル』2014年9月号より2020年1月号まで連載。その後大都社の『ねことも』2024年2月号より『来る日もねこめ～わく』を連載。
初期の世界観を下敷きとしたシナリオによるドラマCD『音盤ねこめ〜わく』が1994年に発売されている。
本作はアニメ化の候補になったものの、特撮テレビドラマ『ウルトラマンティガ』の企画に破れ、実現されなかった。

## あらすじ
女子高生の村上百合子はある日、奇妙な太鼓の音とともに、別の世界に呼び出されてしまった。そこは2本足で立ち人間の言葉を話す進化した猫の世界だった。
もともとは人間の暮らす惑星であったようだが、人間は猫たちを進化させた後どこかへ去ってしまったらしい。その後、猫たちは人間時代の遺跡に保存されていた資料を元に、人間の文明を忠実に守って暮らしていた。
ある日、宇宙から1人の人間が降りてきた。彼はヘンリヒ・マイヤー宇宙軍少佐。亜光速宇宙船のテスト・パイロットだったが、帰ってくるとウラシマ効果で5000年が経過しており、猫の惑星におけるたった1人の人間となってしまった。
ヘンリヒは偏屈で小動物が苦手でさらに猫アレルギー。そんなヘンリヒは図書館を住居にして篭ってしまった。人間時代の資料を参照できなくなり困った猫たちは、召喚術で別の世界の人間を呼び出すことにした。そして呼び出されたのが百合子だった。
なお、『ねこめ（〜わく）』6巻において、マデリンが天体の観測を行ったところ、北極星の位置が想定と異なっていたり、ヘンリヒたちが出発する以前に超新星爆発を起こした恒星が存在していたりと、ヘンリヒたちが旅立った地球の5000年後ではない可能性が示唆されている。猫たちの地球から10光年ほど離れたところに地球、太陽系に該当する恒星も観測されており、百合子は時間を超えて召喚されているのではなく、10光年を隔てて召喚されている可能性も示唆されている。

## 登場人物
村上百合子
本作の主人公。猫に召喚される女子高生（初登場時）。その後浪人生を経て大学生になっている。召喚されるのは基本的に一度に1時間で、その後自動的に元の世界に戻る。召喚の儀式には2時間かかる。
ヘンリヒ・マイヤー
亜光速宇宙船のテストパイロット。猫の世界に唯一の人間だった。猫アレルギーだったが、後に百合子のもたらした変な味の漢方薬の効果でアレルギーは克服している。
シマシマ・ハヤカワ
トラジマの猫。弁護士をしている。
クロフ・J・カーター
黒猫。株式仲買人をしている。
マーコ
三毛猫。新聞社に勤める女性記者。クロフと結婚した。
オスカ・ヨーリス
3巻から登場。ヘンリヒに続く亜光速宇宙船試作2号機のテスト・パイロット。猫好きだが大きな身体で猫を追い回すため猫たちからは本人の意に添わず畏怖されている。
マデリン・エンダゼン
6巻から登場。ヘンリヒ、オスカに続く亜光速宇宙船試作3号機のテスト・パイロット。オスカの元婚約者。猫が苦手だが、手出ししてこないことからオスカとは逆に猫からは本人の意に添わず慕われている。

## 書誌情報
- 宙出版ミッシィコミックス（絶版） 1-3巻
- 朝日ソノラマ眠れぬ夜の奇妙な話コミックス（絶版） 1-4巻
- 朝日新聞出版
  - 眠れぬ夜の奇妙な話コミックス 1-6巻
  - 朝日コミックス 7-8巻
- ねこめ（〜わく）
  - 株式会社ハーレクイン
    - 夢幻燈コミックス 1巻

  - 株式会社ハーパーコリンズ・ジャパン（株式会社ハーレクインから社名変更）
    - 2-7巻（完結）

## 音盤ねこめ〜わく
データム・ポリスターから1994年7月25日に発売されたドラマCD(DPCX-5029)。2000年1月13日には、価格を1890円に下げられたものが再版されている。2011年現在、共に廃盤。
原作者でもある竹本泉自身による脚本、作詞によるサウンドドラマと、この物語の世界観を描いた歌にて構成される。
『ねこめ〜わく』7巻(朝日新聞出版2011)に「音盤ねこめ〜わく まえがき」、カット付きのシナリオの書き起こし、音盤ねこめ〜わくに関連した内容の「なかがきのページ」、「メイキング・オブ・音盤・ねこめ〜わく」が収録されている。
| キャスト     | 声優       |
| ------------ | ---------- |
| 百合子       | 平松晶子   |
| ヘンリヒ     | 塩沢兼人   |
| シマシマ     | 三田ゆう子 |
| クロフ       | 松井摩味   |
| ひろみ       | 中村尚子   |
| ナレーション | 屋良有作   |